# Ogarrio-alagút
A 2720 méter hosszú Ogarrio-alagút közúti alagút Mexikó San Luis Potosí államának Catorce községében, rajta keresztül közelíthető meg keleti irányból a községközpont, Real de Catorce.

## Története
Real de Catorce egykor gazdag bányászvárosa a 19. század végén még virágzott, azonban az 1900-as évek elejére hanyatlani kezdett. Mégis ez volt az az időszak, amikor megnyitották az alagutat a könnyebb elérhetőség és a bányakincsek könnyebb szállíthatóságának érdekében: az építkezés 1901-ben fejeződött be. Tervezője az a Roberto Irizar volt, aki a Spanyolország északi részén fekvő Ogarrióból származó De la Maza család vagyonadminisztrátoraként működött, ezért adta neki az Ogarrio nevet. Az építkezés költsége meghaladta az egymillió pesót. Később az alagutat kiszélesítették, hogy nagyobb járművek is elférjenek benne és síneket is építettek, de ezeket az 1910 után bekövetkező hanyatlás miatt felszámolták. Jelenlegi útkövezete és a világítás 1982-ből származik. Az alagút megnyitásának évfordulóját minden évben egy fesztivállal ünneplik, ahol az ünneplők beöltöznek bányászoknak, spanyol nemesuraknak és -hölgyeknek, esetleg kincskeresőknek, banditáknak vagy kocsmároslányoknak.

## Az alagút ma
Az alagutat ma is használják közlekedésre. A kedvelt turisztikai célpont, Real de Catorce, még mindig az alagúton közelíthető meg legegyszerűbben. Az autóval való áthaladásért azonban díjet kell fizetni, ez busszal való áthaladáskor benne van a buszjegy árában.
Az alagút falában megtekinthető egy kis kápolna, a Fájdalmas Szűz-kápolna (Capilla de Nuestra Señora de los Dolores), melyet a tömör kőből faragtak ki azok emlékére, akik a bányákban vagy az alagút építése közben vesztették életüket. Az itt elhelyezett virágok és gyertyák jelzik, az utódok ma is emlékeznek rájuk.